# Брюховичский лес

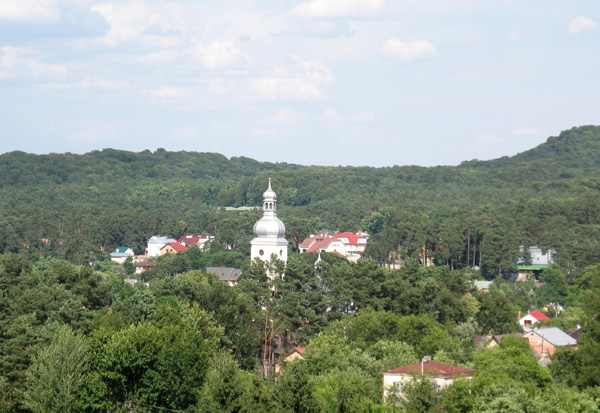
Брюховичский лес и застройка посёлка Брюховичи

Брюхо́вичский лес  (укр. Брюховицький ліс) — лесной массив на территории, подчинённой Львовскому городскому совету (Украина), от границы городской застройки собственно Львова до границ посёлка Брюховичи. В ландшафтном плане Брюховичский лес расположен на холмах Давидовской гряды (другое название — Расточье). Общая площадь 3201 га.
Основу леса составляют насаждения сосны, бука, граба и дуба.
В лесу встречается дубравная роща, которая охраняется законом.
18 мая 1979 года в Брюховичском лесу было найдено тело украинского автора и исполнителя Владимира Ивасюка (который здесь либо был повешен, либо повесился сам).
Вплотную к Брюховичскому лесу примыкает Голосковское кладбище, которое иногда называют Брюховичским кладбищем.